# Tibasosa
Tibasosa è un comune della Colombia facente parte del dipartimento di Boyacá.
Il centro abitato venne fondato da Gonzalo Jiménez de Quesada nel 1539, mentre l'istituzione del comune è del 19 dicembre 1778.